# Бенакент
Бенакент (Бенакет, Финакет, Шаркия, Шахрухия) — крупное средневековое городище в Шашской области (в 90 километрах к юго-западу от Ташкента), при слиянии рек Шаркия (Шахрухия, ныне Ахангаран) и Сырдарьи. Местонахождение Бенакента дано в труде Ибн Хордадбека: «Река Илак (Ангрен — Ахангаран) впадает в Шаш (Сырдарью) около Бенакета». Впервые обнаружено и изучено 1876 году Д. К. Зацепиным, 1894 и 1896 годы — Е. Т. Смирновым и затем Н. Н. Пантусовым. Отождествление с Бенакетом принадлежит членам Туркестанского кружка любителей археологии Е. Т. Смирнову и И. А. Беляеву. Городище также посетил И. А. Кастанье (1913 год).
В 1957 и 1973 годах исследования Бенакента проводились отрядом Института археологии АН Узбекистана (руководитель Ю. Ф. Буряков). Остатки города разделяются на шахристан и рабад. Высота культурного слоя шахристана 15—17 метров. Протяженность северо-восточных стен 600 метров, северо-западных 450 метров, юго-западных 800 метров. С двух сторон окружен водами Сырдарьи, с северо-запада находится Шаркия-сай, с северо-востока — высохшее русло. Следов оборонительных сооружений не обнаружено. Найдены остатки посуды из жжёной глины, относящехся к каунчинской культуре. Установлена нижняя дата в история городища — II—III века. Первоначально — крепость у переправы на Великом шёлковом пути.
О саманидском периоде истории Бенакета известно мало. «Правитель Банака» с утраченным именем чеканил собственную монету на рубеже VII—VIII веков; Мукаддаси сообщает, что «жили смутьяны, крепостной стены нет. Мечеть расположена на территории базара». Отсутствие стен характерно для Саманидов, которые предоставляли городам гарантии безопасности.
В X веке в Бенакет из Бинкета (ныне Ташкент) перемещается столица Шаша, он стоит на одном из трёх путей в Шаш («старой бенакетской дороге»).
В XI—XII веках в Бенакенте чеканились серебряные и медные монеты различного номинала местной династии Караханидов. В XI веке город окружала мощная стена. В конце XII — начале XIII веков Бенакет становится фактической столицей одного из караханидских уделов.
В конце осени 1219 года к Бенакенту подступили монгольские войска и после трёхдневного сопротивления городской гарнизон, возглавляемый Элатку Маликом, капитулировал. Монголы истребили всех воинов, а молодых людей определили в хашар. Бенакент превратился в мёртвый город, состоявший из руин, и был восстановлен лишь в 1397 году по приказу эмира Тимура, который дал ему новое имя Шахрухия в честь своего сына Шахруха.
После смерти Шейх Джамал-Хара, ставленника тимурида Абу-Сеида (1451—1469), Ташкент и Шахрухия становятся причиной раздора между братьями, сыновьями Абу-Сеида — Султан Ахмед-мирзой (1452—1462), правившим Самаркандом, и владетелем Ферганы Умар-Шейх-мирзой.
В 1485 году Шахрухия была захвачена Йунус-ханом, в 1502/03 году — Шейбани-ханом и была отдана в управление «одному из великих эмиров» Шейбани, брату Карачин-дивана — Якубу. Позже город находился под управлением Суюнчходжа-хана и его потомков. После гибели внука Суюнчходжа-хана опального Баба-хана, в 1582 году Шахрухия была присоединена к владениям узбекского правителя Абдулла-хана II (1557—1598). Известно, что Абдулла-хан II, посетив город Шахрухию, построил для тамошнего ишана Шах-Эмира-Асадулла вели мечеть и пожертвовал в вакуф земли и селения, а двум племянникам ишана пожаловал большие земли с освобождением навечно от податей.
Город, который славился своими тканями, был вновь разрушен в ходе междоусобных войн в начале XVIII века. Часть городища Бенакета была смыта Сырдарьей.